# Barou
Baroul este ordinul profesional al avocaților. Este un organism profesional, administrativ și juridicțional de apărare și de reglementare a profesiei de avocat.

## În România
În fiecare județ și în municipiul București există și funcționează, în temeiul Legii nr. 51/1995 pentru organizarea și exercitarea profesiei de avocat, republicată în Monitorul Oficial, Partea I nr. 113 din 06.03.2001 cu modificările ulterioare, un singur barou, persoană juridică de interes public. Baroul este constituit din toți avocații înscriși pe Tabloul avocaților, care au sediul profesional principal în localitățile de pe raza acestuia.
Toate barourile din România, constituite potrivit legilor privind profesia de avocat, sunt membre de drept ale Uniunii Naționale a Barourilor din România, denumită în continuare U.N.B.R.
U.N.B.R. este persoană juridică de interes public, înființată prin Lege. U.N.B.R. este unica succesoare a Uniunii Avocaților din România.
Constituirea și funcționarea de barouri în afara U.N.B.R. sunt interzise. Actele de constituire și de înregistrare ale barourilor în afara U.N.B.R. sunt nule de drept. Nulitatea poate fi oricând constatată la cererea U.N.B.R., a barourilor membre, a Ministerului Public și poate fi constatată de instanță din oficiu.